# Trzy siostry T
Trzy siostry T – thriller psychologiczny produkcji polskiej w reżyserii Macieja Kowalewskiego z 2011 roku. Scenariusz inspirowany sztuką "Trzy siostrzyczki Trupki".

## Obsada
- Rafał Mohr jako Robert
- Bogusława Schubert jako Lotosława Trupka, ciotka Roberta
- Ewa Szykulska jako Sabina Trupka, ciotka Roberta
- Małgorzata Rożniatowska jako Wanda Trupka, matka Roberta
- Natalia Szyguła jako fryzjerka Marianna Krajewska
- Izabela Kuna jako telefonistka z biura podróży
- Łukasz Simlat jako Janusz, ojciec Roberta
- Janusz Chabior jako Stach, mąż Sabiny
- Agnieszka Roszkowska jako Halinka
- Remigiusz Grzela jako ksiądz
- Witold Zmitrowicz jako kościelny
- Ewa Kowalewska jako Sabina Trupka w młodości

## Nagrody
- 2012: Międzynarodowy Festiwal Młodego Kina "Pełny Metraż (Nagroda Główna)